# Castello di Lunghezza
Il castello di Lunghezza è un castello medievale che prende il nome dalla località di Lunghezza, nel comune di Roma. Si trova tra via Collatina e via Tiburtina.
Il castello è legato alla nascita della repubblica romana. Il primo nucleo venne costruito sui resti di un insediamento paleolitico e di una struttura fortificata detta Collazia, successivamente alla cacciata di Tarquinio il Superbo da parte di Bruto Collatino, proprietario della cittadella.

Divenuto monastero benedettino nell'VIII secolo, nell'XI secolo era di proprietà dell'abbazia di San Paolo fuori le mura, l'edificio fu tenuto per l'abbazia da diverse famiglie tra cui i Conti e gli Orsini. Nel castello venne sottoscritto il famoso Manifesto redatto da componenti della famiglia Colonna, contro Bonifacio VIII.

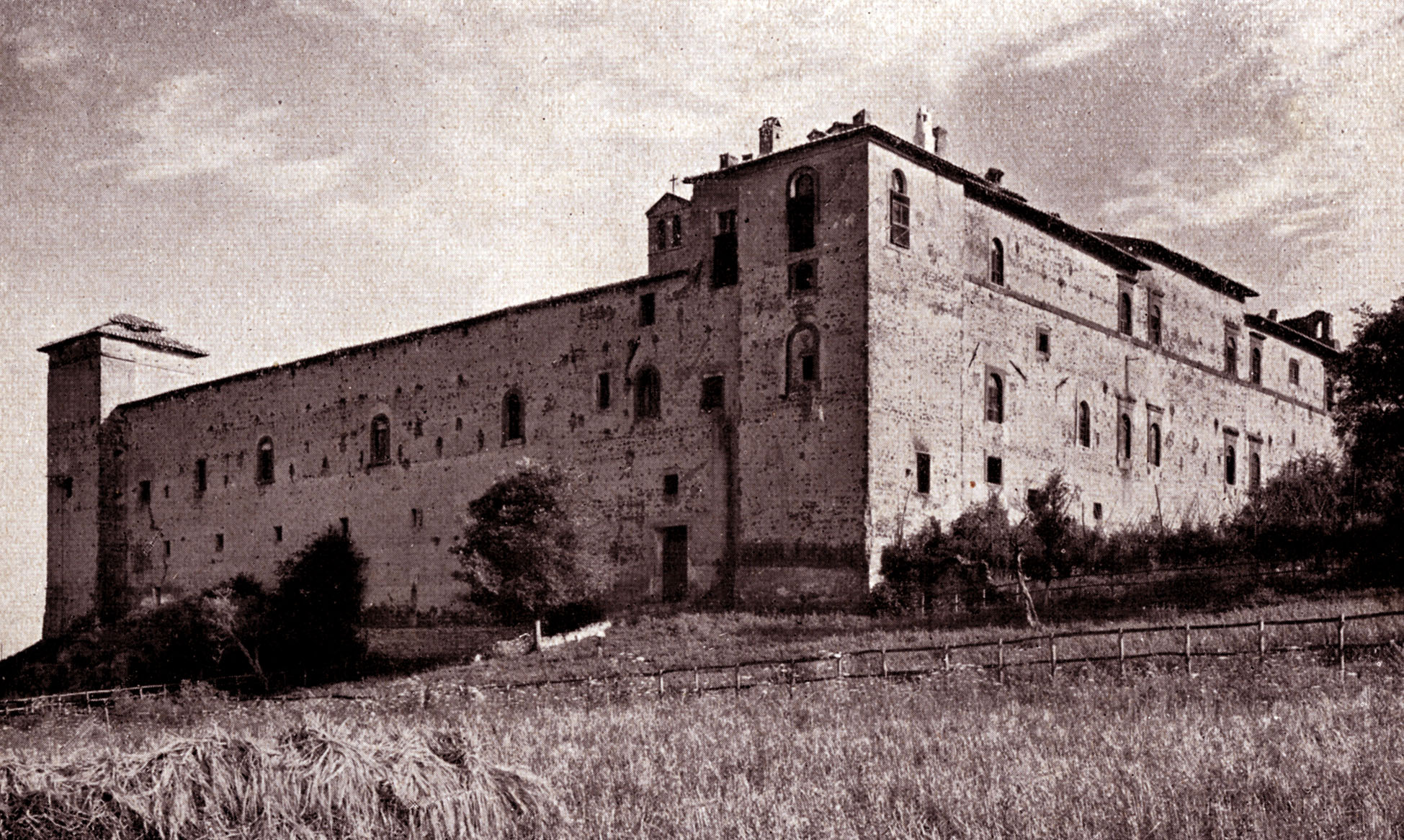
Il castello in una foto degli anni '40

 Passato per matrimonio nel XV secolo dagli Orsini ai Medici di Firenze, divenne proprietà della famiglia Strozzi che lo tennero fino agli inizi del XX secolo e venne più volte rimaneggiato e restaurato nella forma attuale.